# Aerva
Aerva – rodzaj roślin z rodziny szarłatowatych (Amaranthaceae). Obejmuje ponad 20 gatunków występujących w strefie międzyzwrotnikowej Afryki i Azji. Puchate kwiatostany A. javanica używane są na Bliskim Wschodzie do wypełniania poduszek. A. lanata wykorzystywana jest jako roślina lecznicza w chorobach nerek.

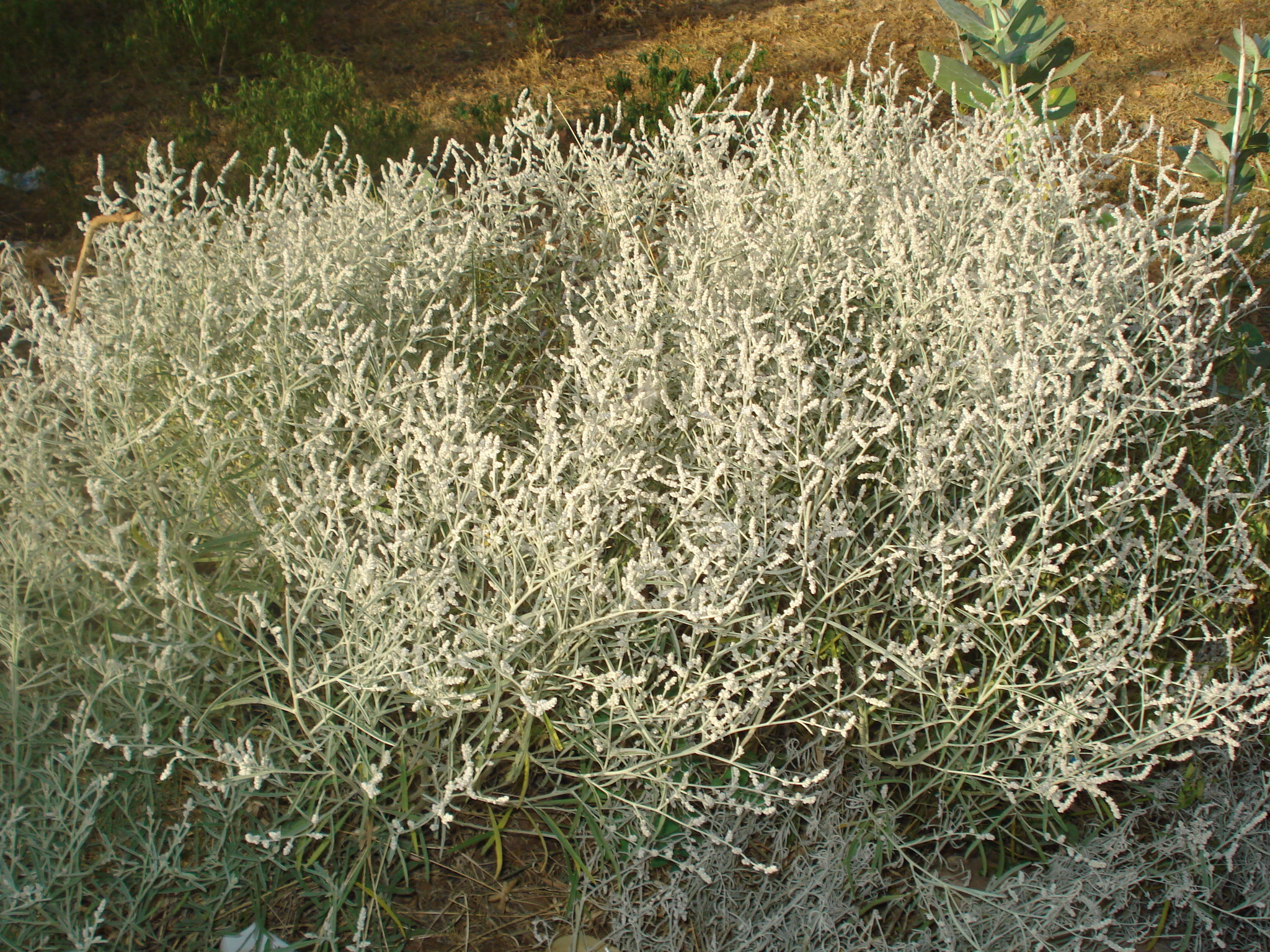
Aerva javanica

## Systematyka
Pozycja według APweb (aktualizowany system APG III z 2009)
Rodzaj z rodziny szarłatowatych (Amaranthaceae) należącej do rzędu goździkowców (Caryophyllales) w obrębie dwuliściennych właściwych.
Wykaz gatunków
- Aerva artemisioides Vierh. & Schwartz
- Aerva caudata Bojer
- Aerva congesta Balf.f. ex Baker
- Aerva coriacea Schinz
- Aerva edulis Suess.
- Aerva elegans Moq.
- Aerva glabrata Hook.f.
- Aerva humbertii Cavaco
- Aerva javanica (Burm.f.) Juss. ex Schult.
- Aerva lanata (L.) Juss.
- Aerva leucura Moq.
- Aerva madagassica Suess.
- Aerva microphylla Moq.
- Aerva monsonia Mart.
- Aerva pseudotomentosa Blatt. & Hallb.
- Aerva radicans Mart.
- Aerva revoluta Balf.f.
- Aerva sanguinolenta (L.) Blume
- Aerva timorensis Moq.
- Aerva triangularifolia Cavaco
- Aerva villosa Moq.
- Aerva wightii Hook.f.